# Giuliano Persico
Giuliano Persico (Sassari, 19 settembre 1935 – Roma, 6 agosto 2013) è stato un attore e doppiatore italiano.

## Biografia
Nato a Sassari nel 1935, inizia la propria carriera come attore alla fine degli anni 1950, in film per il cinema e serie per la televisione, recitando poi nel corso della carriera per noti registi, tra i quali Mario Mattoli, Dino Risi, Carlo Lizzani ed Ettore Scola.
Come doppiatore ha prestato la voce a Ernesto Sparalesto per la versione italiana della nota serie animata. È inoltre stato la voce italiana del personaggio di Al Delvecchio nella serie Happy Days. È stato socio della DEFIS e lavorò anche in radio (Più di così..., nel 1977, con Bice Valori e Paolo Panelli).

## Filmografia

### Film
- Come te movi, te fulmino!, regia di Mario Mattoli (1958)
- Il carabiniere a cavallo, regia di Carlo Lizzani (1961)
- Carmen di Trastevere, regia di Carmine Gallone (1962)
- Luciano, una vita bruciata, regia di Gian Vittorio Baldi (1962)
- Noi donne siamo fatte così, regia di Dino Risi (1971)
- I familiari delle vittime non saranno avvertiti, regia di Alberto De Martino (1972)
- Amore mio non farmi male, regia di Vittorio Sindoni (1974)
- Son tornate a fiorire le rose, regia di Vittorio Sindoni (1975)
- Perdutamente tuo... mi firmo Macaluso Carmelo fu Giuseppe, regia di Vittorio Sindoni (1976)
- Ride bene... chi ride ultimo, - episodio Prete per forza - regia di  Walter Chiari (1977)
- Tanto va la gatta al lardo..., regia di Marco Aleandri (1978)
- La donna del treno, regia di Carlo Lizzani (1999)
- Concorrenza sleale, regia di Ettore Scola (2001)
- Oltre il confine, regia di Rolando Colla (2002)
- Matilde, regia di Luca Manfredi (2005)

### Serie TV
- Il romanzo di un maestro, 1959 (1 episodio)
- Giallo club. Invito al poliziesco, 1959 (1 episodio)
- Il giornalino di Gian Burrasca, 1964-1965 (3 episodi)
- La famiglia Benvenuti, 1969 (1 episodio)
- Il marsigliese, 1975 (1 episodio)
- I cavalieri del Cross, 1978 (1 episodio)

## Doppiaggio

### Cinema
- Ray Walston in Popeye - Braccio di Ferro
- Alex Rocco in Herbie sbarca in Messico
- Pippo in Buon compleanno, Topolino!
- Old B.O.B. in The Black Hole - Il buco nero
- Fiuto in Red e Toby nemiciamici

### Televisione
- Al Molinaro in Happy Days
- Miller in Capitan Nemo
- Ernesto Sparalesto in Ernesto Sparalesto